# Riczard Wiktorow
Riczard Nikołajewicz Wiktorow (ros. Ричард Никола́евич Ви́кторов; ur. 1 listopada lub 7 listopada 1929, zm. 8 września 1983 w Moskwie) – radziecki reżyser i scenarzysta filmowy. Absolwent WGIK. Mąż aktorki Nadieżdy Siemiencowej. Pochowany wraz z żoną na Cmentarzu Mitińskim w Moskwie.

## Wybrana filmografia
- 1973: W drodze na Kasjopeję
- 1974: Spotkanie na Kasjopei
- 1976: Obelisk
- 1980: Przez ciernie do gwiazd
- 1983: Kometa

## Nagrody i odznaczenia
- Zasłużony Działacz Sztuk RFSRR
- Nagroda Państwowa ZSRR